# Лев Толстой (станція)
Лев Толстой — станція Мічуринського регіону Південно-Східної залізниці. Розташована у селищі Лев Толстой.
Розташована на перетині ліній Раненбург — Куликове Поле та Лев Толстой — Єлець.

## Історія
Станцію Астапово було відкрито 1890 року і названу за іменем розташованого неподалік села. З 1898 року станція перетворилася на вузлову.
На станції існувало невелике паровозне депо на 16 стійл.
Наприкінці 19 — на початку 20 століття було збудовано будівлю вокзалу, будинок начальника станції, водонапірну башту. Вже на початку 20 століття біля залізничної станції було споруджено будівлі телеграфу, амбулаторії та училища із церквою-школою.
Станція набула всесвітньої відомості завдяки тому, що на ній минули 7 останніх днів життя Льва Толстого.
Увечері 31 жовтня (13 листопада за новим стилем) 1910 року на станцію прибув потяг, що прямував у Ростов — на — Дону. Під час поїздки Лев Толстой, що їхав цим потягом, застудився і захворів на запалення легень. Це змусило його зійти з потяга на найближчій великій станції, якою і виявилася станція Астапово.
Льву Толстому надав своє службове житло начальник станції Іван Озолін. Впродовж 7 днів хвороби письменника увага усього світу була прикута до цієї доти невідомої станції.
Коли 7 (20) листопада 1910 року Лев Толстой помер, начальник станції Астапово Іван Озолін задля увіковічнення пам'яті письменника зупинив станційний годинник на познаці 6:05 — часі смерті письменника, він же у той самий день встановив у будинку меморіальну табличку з написом «Тут помер Лев Миколайович Толстой 7 листопада 1910 року».
Саме Іван Озолін, розуміючу величезну історичну цінність, вирішив зберегти кімнату, де жив та помер Толстой у недоторканному вигляді. І справді, у цьому будинку більше ніхто і ніколи не жив, усі предмети вжитку та меблі залишилися на своїх місцях. Відтоді до 1946 року, поки не було створено літературно-меморіальний музей «Музей пам'яті Льва Толстого на станції Астапово», усі начальники станції фактично були керівниками і зберігачами меморіального будинку.
1918 року за рішенням робітників — залізничників станція здобула сучасну назву. 1998 року була розібрана одна з лінії від станції, з тих пір станція стала вузлом лише 3 ліній. З 2014 року станція не має пасажирського сполучення.

## Пам'ятки архітектури
- Будинок начальника станції, де помер Лев Толстой — пам'ятка федерального значення;
- Будівля вокзалу (1889—1900);
- Амбулаторія (1900);
- Телеграф, з якого відправлялися телеграми з інформацією про стан здоров'я Толстого, саме звідси було відправлено телеграму про його смерть (1900);
- Училище зі школою — церквою (1905—1909);
- Пристанційний парк (1900-і рр.).